# Hercule Ier d'Este
Pour les articles homonymes, voir Hercule (homonymie).
Pour les autres membres de la famille, voir Maison d'Este.
Hercule Ier d'Este (dit aussi Hercule de Ferrare, en italien Ercole di Ferrara), né le 26 octobre 1431 à Ferrare et mort le 25 janvier 1505 à Ferrare, est un des enfants légitimes de Nicolas III d'Este, marquis de Ferrare, de Modène et de Reggio. Après une longue carrière de condottiere, il succède à son demi-frère Borso d'Este le 20 août 1471 en tant que duc de ces cités, favorise la floraison économique et culturelle de ses duchés, fait transformer et étendre Ferrare, à partir de 1490, par l'architecte Biagio Rossetti (1447-1516).

## Jeunesse
Hercule d'Este est le fils de Nicolas III et de sa troisième épouse, Ricciardia de Saluces. Il vient après plusieurs enfants illégitimes, dont Lionel et Borso, issus du lit de Stella Tolomei et jusqu'alors favoris de leur père, qui désigne le premier, dès 1429, comme son successeur, confirmant ce choix dans un document rédigé peu avant sa mort.

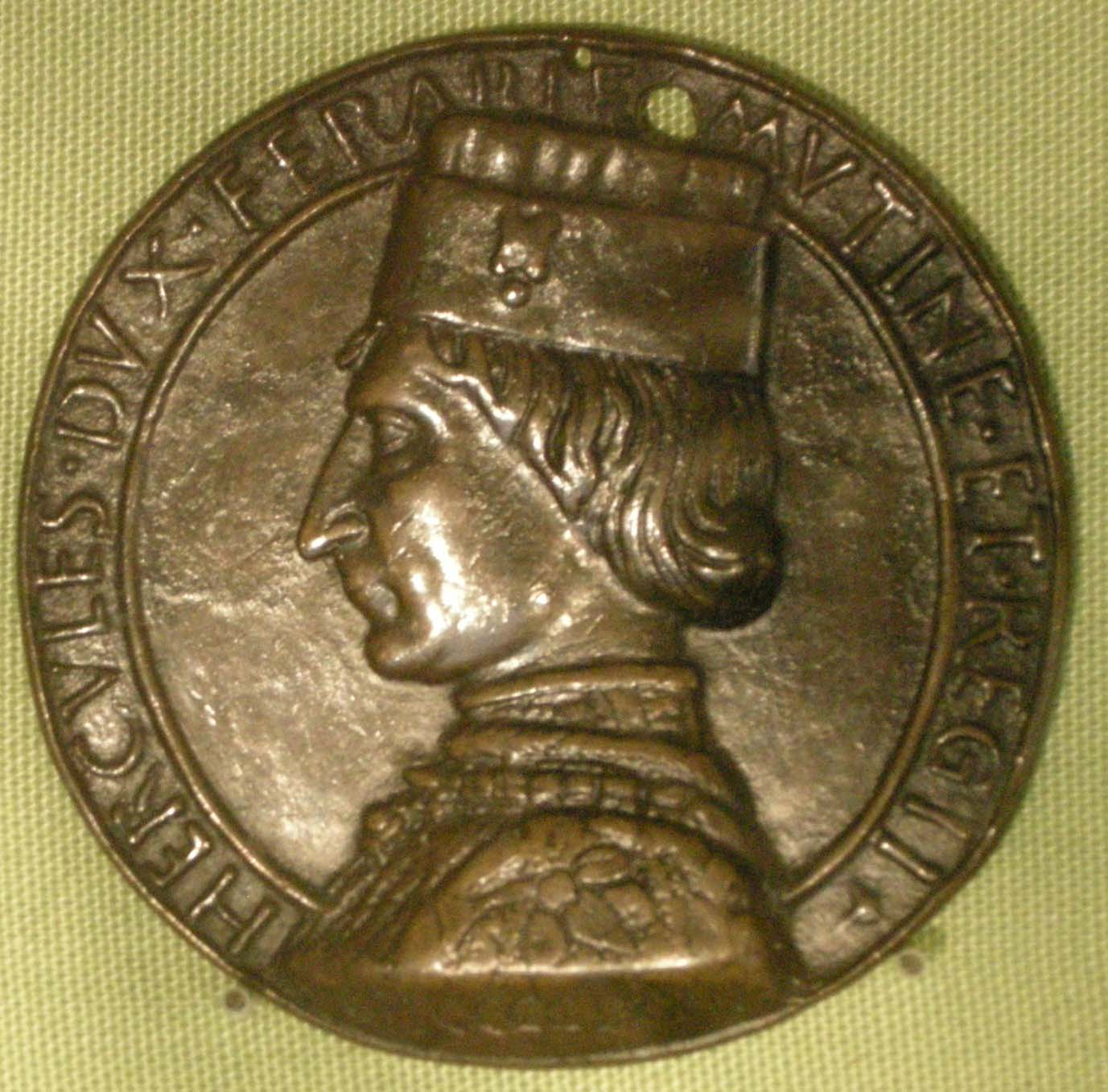
Ludovico Coradino, médaille du duc Ercole, 1473.

Hercule est armé chevalier par l'empereur Sigismond lors du séjour de ce dernier à Ferrare (1433). Il est envoyé par son demi-frère, à la cour du roi de Naples, en compagnie de son frère Sigismond, où ils tiennent compagnie au fils du roi, Ferrante. Ils y reçoivent une éducation humaniste et chevaleresque. La ville attire alors les plus grands savants de l'époque. Laurent Valla est le secrétaire du roi de 1435 à 1446 et Bartolomé Facio y compose le De rebus gestis tegis Alphonsi. Hercule y fait son apprentissage de soldat et s'illustre lors des joutes données à l'occasion de la visite de l'empereur Frédéric III en 1452. Sans espoir d'hériter de la seigneurie de Ferrare, il devient un personnage important de la cour de Naples.
Hercule et Sigismond quittent Naples en 1460 et trahissent la confiance de Ferrante, qui vient d'accéder au pouvoir, pour se joindre à l'expédition de son ennemi Jean d'Anjou dans les Pouilles comme condottiere. En 1463, l'opération étant sur le point d'échouer, ils sont rappelés à Ferrare par Borso, autre demi-frère qui a, entre-temps, succédé à Lionel. Hercule est alors chargé de l'administration de Modène et de Reggio, avant d'être sollicité par Venise en qualité de condottiere, auprès de Federico da Montefeltro, le duc d'Urbino. Dans la lutte qui oppose Venise et le pape à Naples et Florence, il y sert alors les intérêts de Ferrare contre les Médicis (1466-67). C'est à cette occasion qu'il est blessé au pied à la bataille de Molinella, restant estropié et boiteux pour le reste de sa vie. Associé au complot ourdi contre Borso par les Modénais, les Milanais et les Florentins, il finit par les dénoncer et sa trahison lui permet d'intégrer le conseil secret aux côtés de Borso.
En 1469, il commande les troupes vénitiennes et pontificales lors de l'expédition contre Roberto Malatesta, seigneur de Rimini. Il s'assure alors du soutien de Venise et du pape. Maître en duplicité, il n'hésite jamais à trahir ses anciens alliés et à déjouer toutes les ruses.

## Accession au pouvoir

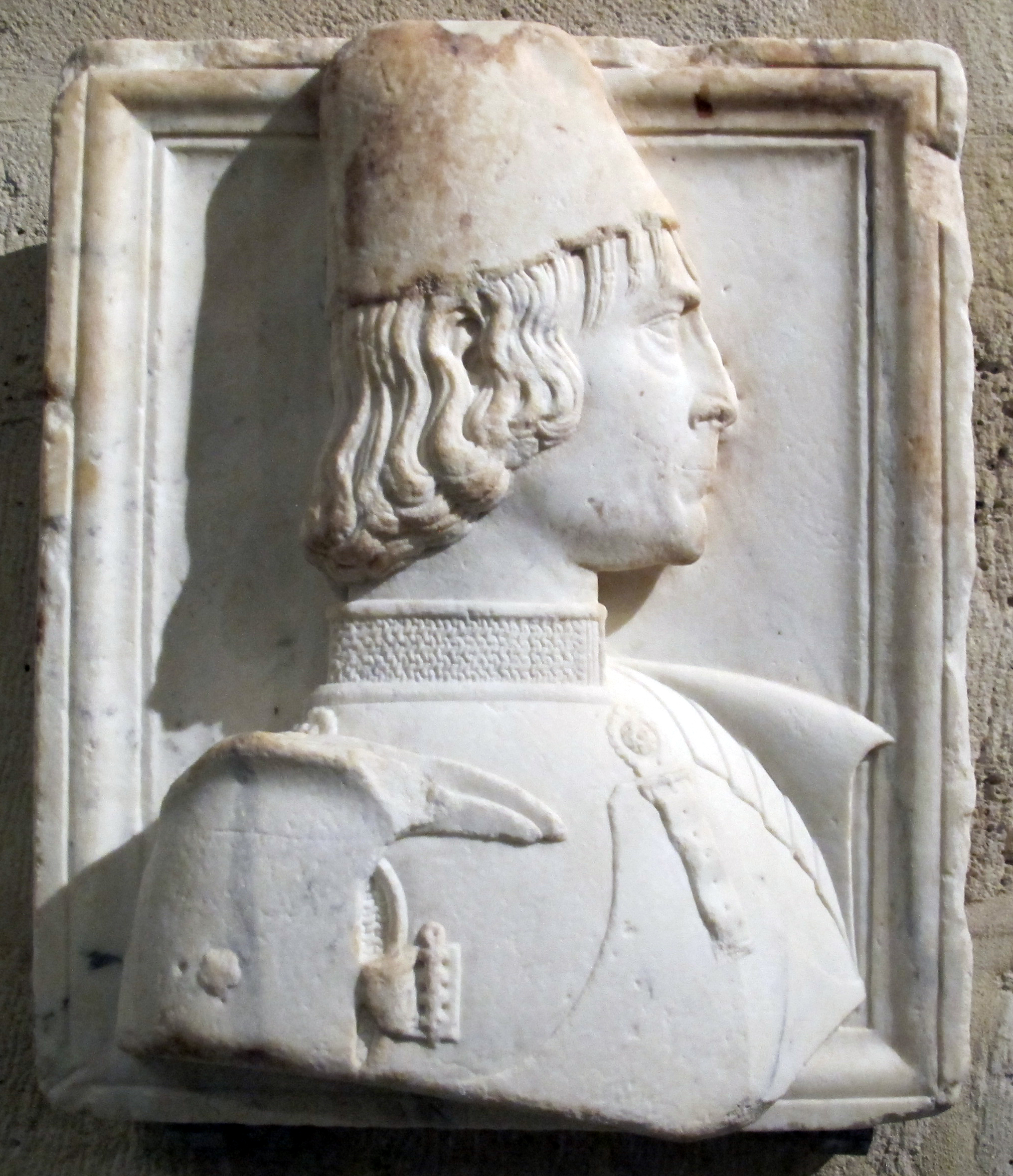
Portrait du duc Hercule en armure, sculpture de Sperandio di Bartolommeo de' Savelli, 1475 ca.

À l'été 1471, Borso se trouvant à la dernière extrémité, Hercule, du fait de ses trahisons passées, ne peut compter que sur Venise pour l'appuyer dans la lutte engagée pour la succession. Face à lui, Nicolas, fils de Lionel, est appuyé par Milan, Mantoue et, sans doute, Florence. Intriguant au chevet de Borso, Hercule parvient finalement, avec l'appui militaire et financier des Vénitiens, à écarter Nicolas. Borso, mourant, avait demandé aux deux prétendants à sa succession de quitter Ferrare. Nicolas s'était rendu à Mantoue et Hercule à Modène. Le 19 août 1471, quand Borso pousse son dernier soupir, Hercule revient à Ferrare et garde la nouvelle secrète jusqu'à ce qu'une flotte vénitienne vienne à son soutien sur le Pô. Nicolas n'a pas le temps de réagir. Hercule est porté au pouvoir le lendemain, après avoir fait approuver sa succession au duché par les citoyens de Ferrare qui n'ont plus vraiment leur mot à dire depuis longtemps, les institutions communales ayant été vidées de leur substance, et moyennant quelques concessions à leur égard et une répression dirigée contre les partisans de Nicolas. Ceux-ci sont égorgés puis écartelés en place publique, suspectés d'user du poison. Nicolas échappe à un empoisonnement car son meurtrier, croyant avoir avalé la potion venimeuse, appelle au secours, dévoilant ainsi le complot. Il est écartelé et son cadavre est jeté aux chiens errants. Hercule, furieux lance alors une répression terrible, décide l'arrestation de Nicolas et son exécution. Il devient le deuxième duc de Ferrare à l'âge de 40 ans. Ce n'est qu'en 1472 que le pape, considérant la situation stabilisée après de nouveaux complots et de nouvelles répressions, lui confirme le titre ducal, que Borso avait été le premier à porter. Hercule s'en assure même la transmission à ses fils légitimes, sur trois générations, moyennant un loyer annuel de 7 000 florins.

## Mariage, emprise sur le duché et politiques matrimoniales
Considérant l'évolution des rapports de force dans la péninsule, Hercule s'éloigne de Venise et se rapproche de Naples, avec laquelle il scelle, en 1472, une alliance matrimoniale en prenant pour épouse Éléonore de Naples, la fille de Ferdinand Ier, qui lui apporte en dot 60 000 ducats et sera par la suite très engagée dans les affaires du duché. Les noces sont fastueuses, accompagnées de mises en scènes allégoriques, de tournois, de bals et de banquets. Il commémore son mariage par la commande d'un service de vaisselle d'argent orné à l'antique avec ses armoiries, dessiné par le peintre de cour Cosmè Tura et réalisé par un orfèvre vénitien pour le prix de 7 000 ducats. La jeune épouse donne rapidement naissance à une fille (Isabelle, 20 mai 1474), puis à une seconde (Béatrice, 29 juin 1475), et enfin à un fils (Alphonse, 21 juillet 1476). Quatre autres fils naissent ensuite : Ferrante (1477), Hippolyte (1479), Sigismond (1480) et Albert (1481).

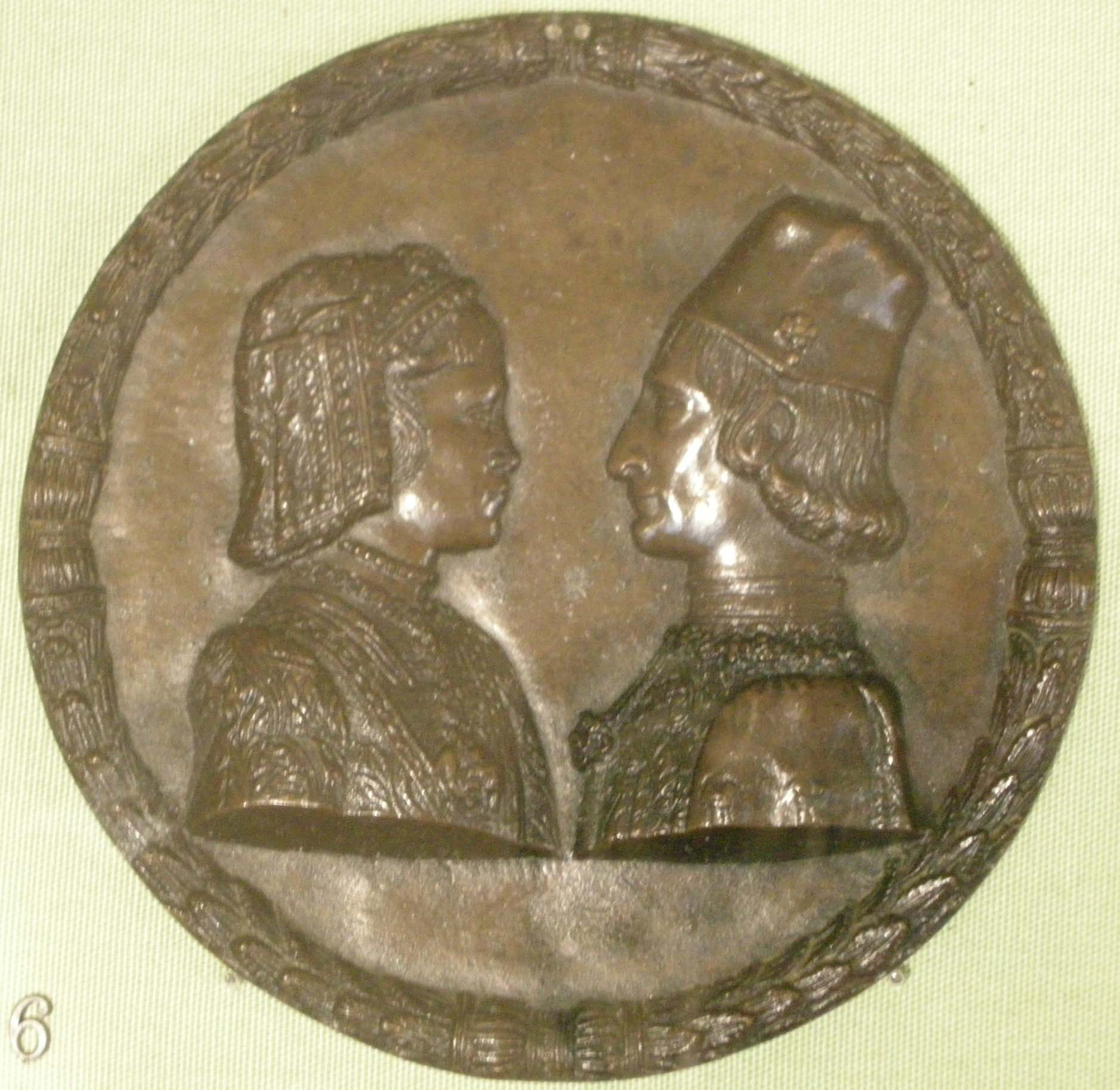
Aliénor d’Aragon et Hercule Ier d’Este.

Le 1er septembre 1476, Nicolas, qui n'a pas abandonné ses prétentions sur Ferrare, tente un coup de main en profitant de l'absence d'Hercule, qui avait déjà échappé à une tentative d'empoisonnement. Il demande, par précaution, au juriste Benedetto Barsi de composer un traité en sa faveur, le De filis non legitime natis, qui s'appuie sur les conclusions peu strictes de Bartole qui offrent une possibilité très vaste de légitimer les bâtards. Il parvient à pénétrer en ville, mais échoue à y soulever la population. Capturé, il est décapité puis enterré avec les autres membres de la famille ducale dans l'église San Francesco. Trente conjurés sont pendus, d'autres sont mutilés. Ceux qui sont issus de bonne famille sont épargnés et se voient infliger des amendes. Soupçonnant Venise d'avoir encouragé le complot, Hercule, tout en cultivant des relations apparemment cordiales avec la Sérénissime, cherche de nouveaux appuis : il promet son fils Alphonse en mariage à la Milanaise Anna Sforza (1476-1497) et sa fille Lucrèce au Bolognais Annibale Bentivoglio (1478). Isabelle est, quant à elle, promise à Francesco Gonzague, et Laurent de Médicis est sollicité pour être le parrain de Ferrante. Pour plus de sureté, il déménage sa résidence du palais familial del Corte au château Saint-Michel.

## Alliances
Membre de la ligue qui unit encore Ferrare à Venise, Milan et Florence, Hercule participe aux opérations militaires qui opposent, de 1478 à 1480, Florence au pape, allié aux Napolitains. Il y assume même un rôle de condottiere, sa maîtrise des troupes laissant cependant à désirer à ses alliés. Il perd Monte San Savino (novembre 1478), se montre trop lent à défendre Pise (avril 1479). En juin 1479, il manque être blessé lors d'une bataille rangée entre ses soldats et ceux de son allié Gonzague pour le partage du butin. Cette échauffourée oblige l'alliance à isoler ses troupes et pénalise sa stratégie. En mars 1480, à la conclusion de la paix, il est remercié et sa carrière militaire prend fin.
Suivant le mouvement fluctuant des alliances, Hercule fiance sa fille Béatrice avec Ludovic Sforza (avril 1480) et Isabelle avec François II Gonzague (mai 1480). Ses rapports avec Venise se détériorent progressivement entre 1480 et 1481, jusqu'à la catastrophique guerre de Ferrare (1482-1484).

## Guerre de Ferrare
En 1482, Girolamo Riario, neveu du pape Sixte IV et seigneur d'Imola et de Forlì, à la recherche d'une expansion territoriale, parvient à convaincre Venise de s'attaquer à la Maison d'Este qui, rompant le monopole du sel accordé à la Sérénissime, a commencé à en produire à Comacchio et qui lève un péage sur la navigation sur le Pô. Hercule n'hésite alors pas à trahir ceux qui l'avaient aidé à s'emparer du pouvoir et déclenche une guerre contre Venise. En 1483, Sixte IV, allié de Venise, octroie à celle-ci les fiefs pontificaux de Ferrare en échange de son soutien contre Naples. Hercule est soutenu par Milan, Naples et Florence. Battu par les Vénitiens et les troupes pontificales, il est contraint de négocier avec Sixte IV afin de poursuivre sa lutte inégale contre Venise. Malgré les revers militaires subis par le camp ferrarais, la paix humiliante de Bagnolo, qui met fin au conflit le 7 août 1484, n'entérinera pas les changements souhaités par le Pape et son neveu. Hercule D'Este doit céder le territoire de Rovigo, perdu au début du conflit, mais évite l'annexion de Ferrare aux États pontificaux.
La maison d'Este termine la guerre plus endettée que jamais et en ayant perdu une partie de son territoire et de sa population. Hercule, bien décidé à adopter désormais une position de neutralité — ou de médiateur — dans les conflits qui déchirent l'Italie, quitte Ferrare à peine la paix signée, pour un périple qui le mène à Notre Dame de Lorette, puis à Santa Maria delle isole Tremiti, puis à Modène, à Venise, Monferrato, Milan et Rome, où il obtient pour son fils Hippolyte l'archevêché de Strigonia (en Hongrie). Utilisant désormais les armes de la diplomatie, il renforce ses liens avec les principales cours italiennes et le roi de France dont il soutient les prétentions sur Naples
Les mariages projetés ont finalement lieu, pour Lucrèce en 1487, Isabelle avec François II Gonzague de Mantoue en 1490, et Béatrice avec Ludovic Sforza de Milan en 1491. Son héritier Alphonse épouse Anna-Maria, fille de feu le duc de Milan Galeazzo-Maria et donc  petite-fille de Francesco Sforza en 1491. Tous accompagnés de fêtes fastueuses. Hippolyte devient cardinal en 1493.

## Veuf d'Éléonore
Éléonore décède en 1493. Hercule poursuit ses voyages : à Venise en 1488, 1491 et 1492 ; à Lucques en 1489 ; à Milan en 1492 et en 1493 ; à Florence et à Rome en 1492 ; à Mantoue presque chaque année. Ces absences répétées, ainsi que les dépenses démesurées de la maison D'Este, provoquent dans ses états désordres, corruption et criminalité. Tout en cherchant à limiter cette dérive, Hercule, personnage complexe, se consacre surtout à la dévotion et à ses activités de prédilection : théâtre, spectacles, peinture, architecture et musique.
De 1494 à 1504, tandis que les prétentions de Charles VIII et Louis XII interfèrent avec les équilibres de la péninsule, Hercule parvient, malgré sa francophilie, ses liens familiaux avec Milan et Naples et sa vulnérabilité vis-à-vis de Venise et de Rome, à conserver une apparente neutralité et à protéger ainsi ses états, quitte à devoir faire des concessions aux Vénitiens quand ceux-ci le soupçonne de jouer un double jeu au profit du parti français. En 1494, il est nommé gouverneur de Milan en l'absence de son gendre Ludovic Sforza, et en 1495, il est fait garde de Gênes par le roi de France. Ses excellentes relations avec Louis XII lui valent le reproche d'avoir favorisé l'intervention des Français en Italie.
Il profite des dissensions et de retournements d'alliance pour jouer la carte de sa dynastie et, la première épouse de son fils Alphonse, Anna Sforza, étant morte en 1497, il le remarie avec Lucrèce Borgia en 1502, fille d'Alexandre VI, union à l'occasion de laquelle il extorque au Pape l'investiture perpétuelle sur Ferrare pour tous ses descendants légitimes, la concession de Cento et de Pieve di Cento, détachées à son profit du diocèse de Bologne, et une dot de 100 000 ducats, de joyaux et de terres, ainsi que diverses prébendes pour Hippolyte et d'autres familiers.
Privilégiant toujours sa neutralité, Ferrare, ses états et ses passions, Hercule continue, jusqu'à la fin de sa vie à s'occuper d'architecture, de théâtre et d'œuvres de piété. En septembre 1503, il est à la pêche à Comacchio, en février 1504, à Mantoue pour assister à une représentation, en pèlerinage à Florence en juillet de la même année pour honorer un vœu. Il meurt le 25 janvier 1505 à Ferrare. Son fils Alphonse lui succède.

## Faste et piété
C'est à Ferrare que renaissent - sous la direction personnelle d'Hercule -  le théâtre classique de Plaute et celui de Térence. Cette activité théâtrale attire à la cour des traducteurs, des décorateurs, des costumiers, des danseurs et musiciens chargés d'animer les intermèdes. Chaque spectacle coûte alors à la cour des milliers de ducats, mais attire également à Ferrare des milliers de spectateurs et la noblesse de toute l'Italie du nord, ce qui participe, avec les festivités du carnaval et grâce à une programmation bien pensée, aux projets politiques d'Hercule. Importantes également, dans le même dessein, les fêtes populaires comme la festa del maio (la fête du mai), les courses de chevaux, comme le palio del giorno de San Giorgio, la course de la Saint Pierre (à partir de 1480), les courses de bateaux sur le Pô (1498) et les concours d'archers de la Saint Jean-Baptiste.
Hercule complète la bibliothèque et les collections de la maison d'Este et patronne les artistes.
Passionné d'architecture, il possède des traités de Vitruve et Alberti et dessine lui-même des plans. Il fait d'abord modifier des bâtiments existants : il fait ajouter une loge couverte entre le palais et le château de Ferrare en 1471, remanie la cour d'honneur en 1473, fait repeindre les édifices publics, installe une loge et une fontaine le long de la façade du palais (1473-1491). Il fait ériger une chapelle à la Vierge dans le palais (1476) entreprend au château de grands travaux pour y créer, entre autres, un appartement pour Éléonore (1477-1481). Il fait redécorer les palais de Belriguardo et de Belfiore, qu'il a fait reconstruire après l'incendie provoqué par les Vénitiens en 1483. En 1479, alors qu'il poursuit son métier de condottiere, il envoie des plans et des instructions pour la reconstruction du plais del Corte. Il ajoute de nouvelles cours, des jardins, un escalier monumental, une galerie couverte, des appartements pour le duc et la duchesse et, importantante innovation, un théâtre.
Il fait placer les monuments équestres de Nicolas III et de Borso sur la façade du palais. L'intérieur est décoré de magnifiques tapisseries flamandes. La grande salle, la Camera dorate, est ornée de stucs dorés et de marbre de Carrare. Sur le sol, sont disposés des carreaux de céramique aux armes des Este.
En 1492, il se lance dans le projet urbain le plus ambitieux de son époque : l'Addizione (extension) qui porte désormais son nom.
Musicien à ses heures, Hercule organise une cappela dei cantori dès 1472 qui a la réputation d'être une des plus belles chapelles d'Europe collectionne les partitions des compositeurs de son temps et en attire même quelques-uns à la cour de Ferrare, qui devient un des centres musicaux les plus en vue d'Italie, sinon d'Europe. Il invite ainsi Josquin des Prés à Ferrare qui lui compose la Missa Hercules dux Ferrariae.
Profondément pieux, Hercule assiste quotidiennement à la messe et visite les déshérités, patronne les institutions religieuses et institue la cérémonie annuelle de repas pour les pauvres. Avec ses frères, en tenues de pénitents, ils distribuent alors la nourriture, lavent les pieds de leurs invités, leur offre vêtements et cadeaux. Il participe aux processions, au carême et fait venir à Ferrare des prédicateurs de renom. Il reprend les fondations religieuses de son père, Santa Maria degli Angeli et la chartreuse de Ferrare, restaure la cathédrale et quatre autres églises de la ville et en crée une douzaine dans le nouveau quartier de l'Addizione Ercoleana. Sa piété devient presque obsessionnelle après la mort de sa femme en 1493. Il est séduit un temps par les prédications de Savonarole, originaire de Ferrare.
Affichant son statut de façon subtile, les portraits le présentent sobrement vêtu, à la mode napolitaine.

## Maison ducale

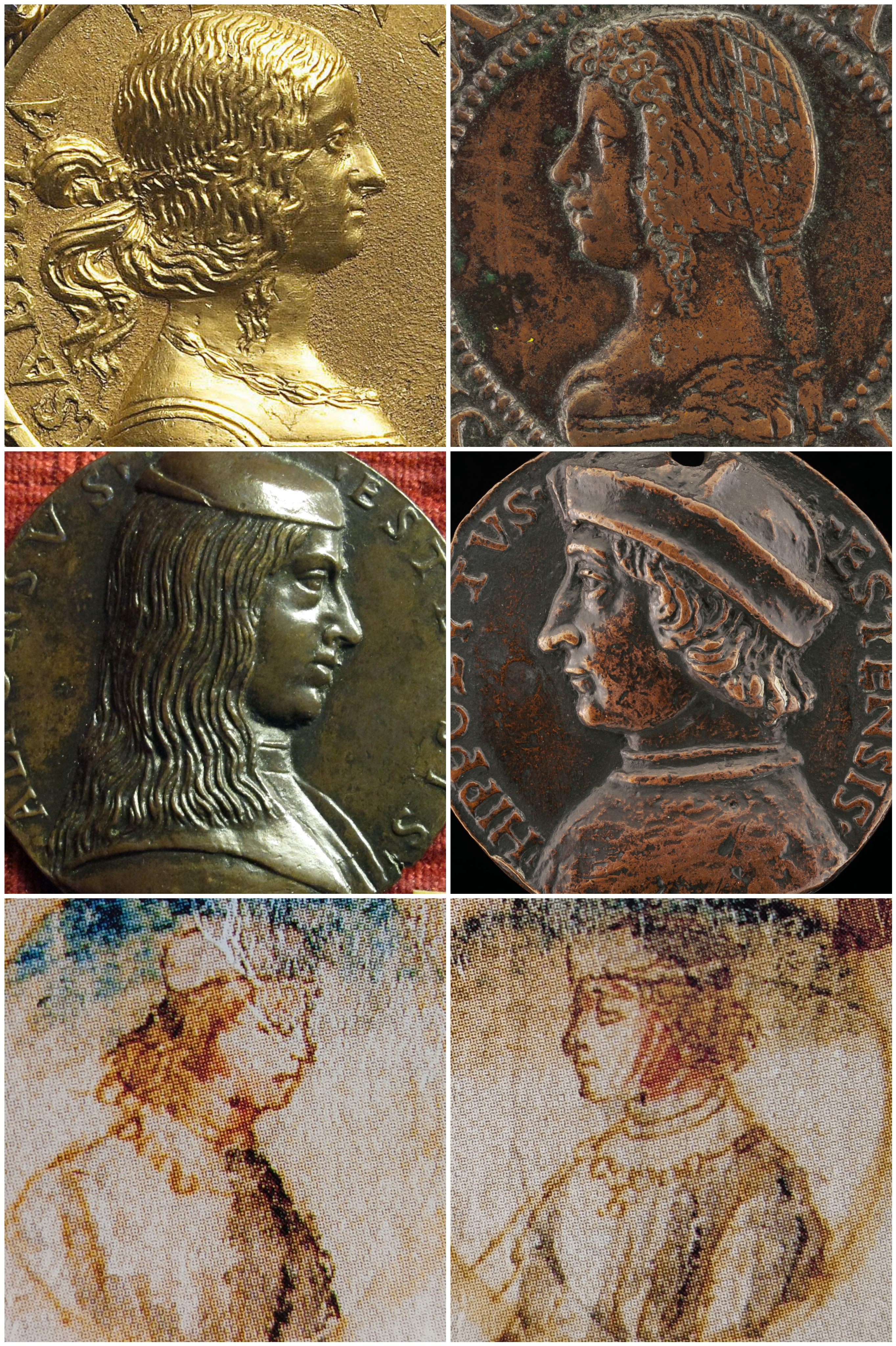
Fils légitimes d'Hercule: Isabelle, Alphonse, Ferrante, Hippolyte et Sigismondo avaient hérité du nez typique Este de leur père; Béatrice la légèrement retroussée de la mère. De plus, tous étaient bruns, sauf Ferrante et Sigismondo, qui avaient apparemment retrouvé le blond traditionnel des Este.

La Maison d'Hercule d'Este est particulièrement bien administrée. De nombreux artistes, courtisans et membres de la famille d'Este sont pensionnés par la cour qui verse des salaires à 500 personnes.
La duchesse dispose de sa propre maison qui est toutefois plus modeste. Son fils aîné Alphonse possède aussi sa maison après son mariage, tout comme sa femme à partir de 1491. Sigismond d'Este, le jeune frère d'Hercule, qui est aussi son plus fidèle partisan, a aussi sa Maison. Après la mort de la duchesse Eléonore en 1493, il dirige l'Etat en l'absence du duc qui le fait comte de San Martino et lui offre le palais des Diamants en 1501.
Les frères et les fils d'Hercule jouent un rôle important à la cour. ils visitent les princes et les dignitaires, accompagnent le duc et la duchesse dans leurs voyages, participent aux tournois et aux guerres. Les sœurs sont mariées aux voisins pour nouer des alliances solides.